# ГЕС Дулхасті
ГЕС Дулхасті — гідроелектростанція на північному заході Індії у штаті Джамму та Кашмір. Знаходячись перед ГЕС Ратле, становить верхній ступінь каскаду на річці Чинаб, правій притоці Сатледжу (найбільший лівий доплив Інду).
У межах проєкту річку перекрили бетонною гравітаційною греблею висотою 65 метрів та довжиною 186 метрів, яка потребувала 200 тис. м3 матеріалу. Вона утворила водосховище з площею поверхні 0,74 км2 та об'ємом 11,7 млн м3 (корисний об'єм 10,7 млн м3).
Зі сховища ресурс спрямовується до прокладеного під правобережним гірським масивом дериваційного тунелю довжиною 10,6 км з діаметром 7,5 метра. Його продовжує напірна ділянка довжиною 0,3 км зі спадаючим діаметром від 7,7 до 6,7 метра, котра розгалужується на три тунелі з діаметрами по 3,7 метра. У системі також працює вирівнювальний резервуар висотою 90 метрів з діаметром 18 метрів.
Споруджений у підземному виконанні машинний зал має розміри 96 × 20 метрів при висоті 40 метрів. Тут встановили три турбіни типу Френсіс потужністю по 130 МВт, які працюють при напорі у 208 метрів та забезпечують виробництво 1907 млн кВт·год електроенергії на рік.
Відпрацьована вода відводиться назад до річки по тунелю довжиною 0,3 км з діаметром 7,5 метра.
Видача продукції відбувається по ЛЕП, розрахованій на роботу під напругою 400 кВ.